# Eduard Florescu
Eduard Florescu (Pitești, 27 giugno 1997) è un calciatore rumeno, centrocampista dell'Elimai.

## Caratteristiche tecniche
È un centrocampista offensivo.

## Carriera
Cresciuto nel settore giovanile del Mioveni, esordisce in prima squadra il 24 maggio 2014 in occasione dell'incontro di Liga II perso 2-0 contro l'Olimpia Satu Mare. Nel 2018 viene acquistato dal Botoșani con cui debutta nella prima divisione del Paese giocando il match pareggiato 2-2 contro il FCSB.

## Statistiche
Statistiche aggiornate all'11 dicembre 2020.

### Presenze e reti nei club
| Stagione        | Squadra         | Campionato      | Campionato | Campionato | Coppe nazionali | Coppe nazionali | Coppe nazionali | Coppe continentali | Coppe continentali | Coppe continentali | Altre coppe | Altre coppe | Altre coppe | Totale | Totale | Totale |
| Stagione        | Squadra         | Comp            | Pres       | Reti       | Comp            | Pres            | Reti            | Comp               | Pres               | Reti               | Comp        | Pres        | Reti        | Pres   | Reti   |        |
| --------------- | --------------- | --------------- | ---------- | ---------- | --------------- | --------------- | --------------- | ------------------ | ------------------ | ------------------ | ----------- | ----------- | ----------- | ------ | ------ | ------ |
| 2013-2014       | Mioveni         | L2              | 2          | 0          | CR              | 0               | 0               |                    | -                  | -                  |             | -           | -           | 2      | 0      |        |
| 2014-2015       | Mioveni         | L2              | 3          | 0          | CR+CdL          | 0               | 0               |                    | -                  | -                  |             | -           | -           | 3      | 0      |        |
| 2015-2016       | Mioveni         | L2              | 30         | 2          | CR+CdL          | 0               | 0               |                    | -                  | -                  |             | -           | -           | 30     | 2      |        |
| 2016-2017       | Mioveni         | L2              | 22         | 3          | CR+CdL          | 0               | 0               |                    | -                  | -                  |             | -           | -           | 22     | 3      |        |
| 2017-2018       | Mioveni         | L2              | 25         | 5          | CR              | 2               | 0               |                    | -                  | -                  |             | -           | -           | 27     | 5      |        |
| 2018-gen. 2019  | Botoșani        | L1              | 3          | 0          | CR              | 0               | 0               |                    | -                  | -                  |             | -           | -           | 3      | 0      |        |
| gen.-giu. 2019  | Argeș Pitești   | L2              | 16         | 2          | CR              | 0               | 0               |                    | -                  | -                  |             | -           | -           | 16     | 2      |        |
| 2019-2020       | Botoșani        | L1              | 15         | 2          | CR              | 1               | 0               |                    | -                  | -                  |             | -           | -           | 16     | 2      |        |
| 2020-2021       | Botoșani        | L1              | 10         | 2          | CR              |                 | 0               |                    | -                  | -                  |             | -           | -           | 11     | 2      |        |
| Totale carriera | Totale carriera | Totale carriera | 126        | 16         |                 | 4               | 0               |                    | -                  | -                  |             | -           | -           | 130    | 16     |        |